# Monastýr Kazaňské ikony Matky Boží (Korobejnikovo)
Monastýr Kazaňské ikony Matky Boží je mužský monastýr Ruské pravoslavné církve ve vesnici Korobejnikovo Usť-Pristanského rajónu Altajského kraje Ruska.

## Historie

### Chrám Kazaňské ikony Matky Boží
Chrám byl postaven a vysvěcen roku 1910 (podle jiných zdrojů již roli 1902) na náklady místních obchodníků. Autorem projektu byl Archip Alexandrovič Borzenkov, který se podílel na stavbě chrámu Zesnutí přesvaté Bohorodice v Bijsku.
Chrám byl připojen ke staršímu dřevěnému chrámu svatého archanděla Michaela postaveného roku 1884.
Dne 17. května 1941 byl chrám uzavřen. Podle některých zpráv mohlo k jeho uzavření dojít 14. února 1933 na příkaz Západosibiřského oblastního výkonného výboru, případně roku 1938. V chrámu byla zřízena sýpka. Roku 1994 byl chrám obnoven.

### Kazaňsko-Korobejnikovská ikona
Jedná se o jedinou zázračnou ikonu Sibiře. Hlavní ikona chrámu mohla být napsaná v Borzenkově dílně.
Ikonu podle legendy našla a zachovala slepá vesničanka Olga Gavrilovna Peregudova (podle jiných zdrojů Černavskaja), přezdívaná Oljuška Temná.
Matka Boží se jí prý třikrát zjevila ve snu s prosbou, aby ikonu zachránila, načež její soused a neteř ikonu ukradli ze sýpky. Poté, co začali obraz čistit, prý z očí Matky Boží tekly slzy a z ikony se ozval hlas: "Všichni, všichni zhřešili!"
Roku 1960 se Olga přestěhovala do Barnaulu. Poté, co roku 1982 Olga zemřela, se ikona dostala do domu Glafiry Ljubické, která přijala mnišský postřih a stala se igumenií v Znamenského monastýru v Barnaulu.
Ikona se dostala do chrámu Pokrova přesvaté Bohorodice v Barnaulu a 2. července 1994 byla přemístěna do obnoveného chrámu.
Roku 2017 započal proces svatořečení Olgy Peregudové.

## Současnost
Dne 22. července 1994 byl rozhodnutím Svatého synodu chrám přeměněn na monastýr.
V monastýru se mimo ikony nachází části ostatků svatého Innokentije Irkutského, svatého velikomučedníka Pantelejmona, svatého Sergija Radoněžského, Joba Počajivského, Amfilochije Počajivského a dalších svatých.